# Русько-візантійський договір (971)
Русько-візантійський договір 971 — третій договір Русі з Візантією, укладено між великим князем київським Святославом Ігоровичем, обложеним візантійським військом у болгарському місті Доростолі (нині м. Сілістра, Болгарія), й імператором Іоанном Цимісхієм.
Святослав зобов'язався не воювати з Візантією; ні в Болгарії, ні в Криму, не піднімати проти неї народи; надавати імперії військову допомогу.
Цей договір вписано до «Повісті временних літ» у лаконічно-узагальненому вигляді; без згадок про торгівлю й вигоди для руських купців.